# Artumas Group
Artumas Group Inc. er et firma der leder efter og producerer olie og gas i Tanzania og Mozambique. Selskabet har sit hovedkvarter i Calgary i Canada og er noteret på Oslo Børs.

## Links
- Officielle hjemmeside

| Canada | Spire Denne artikel om et firma eller en virksomhed i Canada er en spire som bør udbygges. Du er velkommen til at hjælpe Wikipedia ved at udvide den. |